# Пап Матар Сарр
Пап Матар Сарр (фр. Pape Matar Sarr, нар. 14 вересня 2002) — сенегальський футболіст, півзахисник англійського клубу «Тоттенгем Готспур» та національної збірної Сенегалу.

## Клубна кар'єра
Народився 14 вересня 2002 року. Вихованець футбольної школи «Женерасьйон Фут».
2020 року перебрався до Франції, де дебютував у дорослому футболі у складі «Меца». Попри юний вік відразу почав отримувати місце в основному складі і здобув статус одного з найперспективніших гравців французької першості.
А вже у серпні 2021 року контракт гравця, якому на той час не виповнилося й 19 років, за майже 17 мільйонів євро википив англійський «Тоттенгем Готспур». Утім півзахисник продовжив грати за «Мец» на правах оренди до завершення сезону 2021/22.
2 січня 2024 року продовжив контракт з «Тоттенгем Готспур» до червня 2030 року.

## Виступи за збірні
2019 року дебютував у складі юнацької збірної Сенегалу (U-17), загалом на юнацькому рівні взяв участь у 6 іграх, відзначившись 3 забитими голами.
А вже 2021 року дебютував в офіційних матчах у складі національної збірної Сенегалу. У складі збірної став переможцем Кубка африканських націй 2021 року, що проводився на початку 2022 року в Камеруні.
18 листопада 2023 року відзначився дебютним голом за збірну Сенегалу в матчі відбіркового турніру до чемпіонату світу 2026 року проти збірної Південного Судану.
| Дата       | Місто      | Господарі        | Результат | Гості            | Турнір                                   | Голи | Примітки |
| ---------- | ---------- | ---------------- | --------- | ---------------- | ---------------------------------------- | ---- | -------- |
| 26-3-2021  | Браззавіль | Республіка Конго | 0 – 0     | Сенегал          | Відбір до Кубка африканських націй 2021  | -    | 79'      |
| 8-6-2021   | Тієс       | Сенегал          | 2 – 0     | Кабо-Верде       | товариський матч                         | -    | 71'      |
| 1-9-2021   | Тієс       | Сенегал          | 2 – 0     | Того             | Відбір до ЧС 2022                        | -    | 73'      |
| 14-11-2021 | Тієс       | Сенегал          | 2 – 0     | Республіка Конго | Відбір до ЧС 2022                        | -    | 77'      |
| 2-2-2022   | Яунде      | Буркіна-Фасо     | 1 – 3     | Сенегал          | Кубок африканських націй 2021 - півфінал | -    | 78'      |
| Усього     |            | Матчів           | 5         |                  | Голів                                    | 0    |          |

## Титули і досягнення
- Переможець Кубка африканських націй: 2021

Тоттенгем Готспур
- Переможець Ліги Європи УЄФА: 2025